# Force majeure (film)
Force majeure je francouzský hraný film z roku 1989, který režíroval Pierre Jolivet podle vlastního scénáře. Snímek měl světovou premiéru 5. dubna 1989.

## Děj
Tři přátelé Philippe, Daniel a Hans spolu cestují po Asii. Philippe a Daniel před odjezdem dají svůj díl marihuany Hansovi, který se rozhodl zůstat o něco déle.
O osmnáct měsíců později kontaktuje Philippa a Daniela Malcolm Forrest, právník pracující pro Amnesty International. Vysvětlí jim, že den poté, co odjeli, byl Hans zatčen za držení marihuany, a že množství, které měl u sebe, z něj udělalo dealera. Byl odsouzen k trestu smrti. Jediným řešením, jak ušetřit Hanse trestu smrti, je, aby se Philippe a Daniel stali vězni a odseděli si dva roky ve vězení s Hansem. Mají pět dní na rozmyšlení.

## Obsazení
| Patrick Bruel          | Philippe Lamarck |
| François Cluzet        | Daniel Delroche  |
| Kristin Scott Thomas   | Katia            |
| Alan Bates             | Malcolm Forrest  |
| Sabine Haudepin        | Jeanne           |
| Thom Hoffman           | Hans             |
| Marc Jolivet           | novinář          |
| Béatrice Assenza       | Gloria           |
| Wim Meewisse           | Hansův otec      |
| Pascal Leguennec       | Bruno            |
| Hidde Maas             | advokát          |
| Anouk Sluizer-Guizerix | zdravotní sestra |
| Jean-Philippe Reverdot | fotograf         |